# 轻读
轻读有限公司（英語：Light Reading Inc.）是一个通信行业的信息公司。总部位于纽约市。它的业务范围包括出版、数据分析、市场研究和活动举办管理。

## 历史
该公司于2000年由斯蒂芬·桑德斯创立，随后在2005年被UBM以3300万收购，成为UBM下属的“CMP传媒”的一部分。桑德斯仍然是首席执行官，并随后在2005年发起了“互联网演进”。
轻读的市场研究部门“重读”（Heavy Reading）在2008年8月被金字塔研究（Pyramid Research）收购。
轻读还有一个印度的出版公司，名为“轻读印度”。该分支机构从2011一直到2015年1月都在涉足印度电信生态环境相关的业务。UBI印度后来停止了它的运营。
2013年8月，轻读迁移到了UBM的DeusM社区平台上。2014年2月，史蒂芬·桑德斯从UBM回购了轻读，而UBM则在该公司保留了“占少数但数量显著”的股份。该公司的未来计划据称包括“人员扩张变换其媒体定价”。根据桑德斯的说法：“随着大型企业的组织结构所压在身上的那些日常开销已经消失不见，他将把这些节省下来的费用用于人员扩张，以及下调客户定价。”
2016年，轻读被英孚玛（Informa）收购。

## 电信大事件
2014年6月，轻读发起了一个电信行业的年度峰会——电信大事件（Big Telecom Event，简称BTE）。该活动在芝加哥举办，并且汇集了“行业的重要人物，一起讨论相关的进展、问题，以及随着技术持续快步发展，前方地平线上正在出现什么新事物”。与普通的行业大会不同，该活动不包括任何参展商，并且没有展台，而是“BTE提供一个‘创新区’，在这里，超过60家公司在‘交钥匙’摊位上提供实践形式的演示”。

## 获奖
轻读曾获得多项荣誉奖项，其中包括：
- 2014年AVA数字奖：金奖，商业互联（B2B）网站类。[11]
- 2014年赫耳墨斯（Hermes）创新奖：“网络元素”信息图形化工作铂金奖：其他类别，以及4项金奖。
- 2014年APEX奖：包括在技术协作、最佳再设计，以及标识和图形标准类别的杰出工作的3个奖项。[12]